# Ольгино (Воротынский район)
Ольгино — деревня в Воротынском районе Нижегородской области, в составе Красногорского сельсовета.

## Географическое положение
Деревня Ольгино расположена в 2 км к югу от федеральной трассы «Волга» и в 22 км к западу от районного центра Воротынец. Рядом с деревней протекает река Имза.

## Население
| 2002 | 2010 |
| ---- | ---- |
| 45   | ↘21  |